# Flying Padre
Flying Padre (literalmente, en inglés, «El padre volador») es un documental en blanco y negro, de nueve minutos de duración, dirigido por Stanley Kubrick en 1951. Su título completo en inglés es Flying Padre: An RKO-Pathe Screenliner y es el segundo cortometraje dirigido por Kubrick (el primero fue Day of the Fight, también de 1951).

## Historia
El protagonista de Flying Padre es un sacerdote católico de las zonas rurales de Nuevo México, el padre Fred Stadtmuller. Este tiene muchas parroquias a su cargo y entre ellas existe mucha distancia, por lo que para viajar de una población aislada a otra, utiliza una avioneta llamada "espíritu de San José". En el corto se nos muestra cómo proporciona orientación espiritual, da sermones en funerales, y en una ocasión le vemos utilizando su avioneta como una ambulancia de emergencia llevando a un niño enfermo y a su madre al hospital.

## Producción
En una entrevista en 1969, Kubrick se refiere a Flying Padre como «tonta». El corto está comentado en voz en off por el locutor de la CBS Bob Hite.